# جوشکاری با فرکانس رادیویی
جوشکاری با فرکانس رادیویی که به عنوان جوش دی‌الکتریک و جوشکاری فرکانس بالا نیز شناخته می‌شود، یک فرایند جوشکاری پلاستیک است که از میدان‌های الکتریکی با فرکانس بالا برای القای گرما و ذوب مواد پایه ترموپلاستیک استفاده می‌کند. میدان الکتریکی توسط یک جفت الکترود پس از این‌که قطعات به‌هم متصل می‌شوند اعمال می‌شود. نیروی گیره تا زمانی که مفصل جامد شود حفظ می‌شود. مزایای این فرایند، زمان چرخه سریع (به ترتیب چند ثانیه)، اتوماسیون، تکرارپذیری و ظاهر خوب جوش است. فقط پلاستیک‌هایی که دارای دوقطبی هستند را می‌توان با استفاده از امواج رادیویی گرم کرد و بنابراین همه پلاستیک‌ها را نمی‌توان با استفاده از این فرایند جوش داد. همچنین، این فرایند برای اتصالات ضخیم یا بیش از حد پیچیده مناسب نیست. رایج‌ترین استفاده از این فرایند، اتصالات یا مهر و موم کردن روی ورق‌ها یا قطعات پلاستیکی نازک است.

## مکانیزم گرمایش

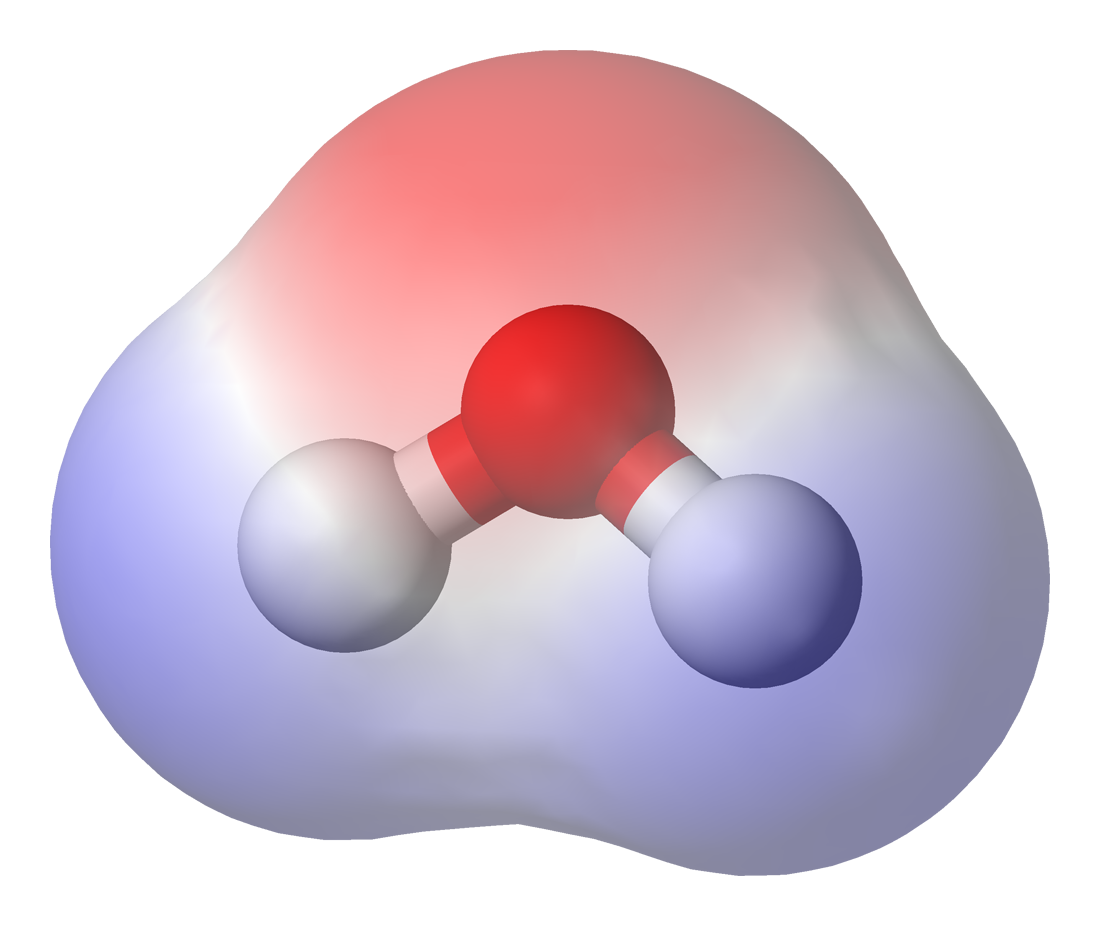
قطبیت با یک مولکول آب نشان داده شد. ناحیه‌ای که به رنگ قرمز در اطراف اتم اکسیژن قرار دارد نسبت به ناحیه‌ای که به رنگ آبی در اطراف اتم‌های هیدروژن سایه می‌اندازد تا حدی بار منفی‌تری دارد.

چهار نوع پلاریزاسیون ممکن است در موادی که در معرض میدان‌های الکتریکی متناوب با فرکانس بالا هستند رخ دهد:
- قطبش الکترونیکی یا الکتریکی توزیع مجدد الکترون‌ها است.
- قطبش یونی توزیع مجدد ذرات باردار - کاتیون‌ها و آنیون‌ها - است.
- پلاریزاسیون ماکسول-واگنر تجمع بار در سطح مشترک مواد غیرهمگن است.
- قطبش دوقطبی، هم‌ترازی مجدد دوقطبی‌های دائمی است.

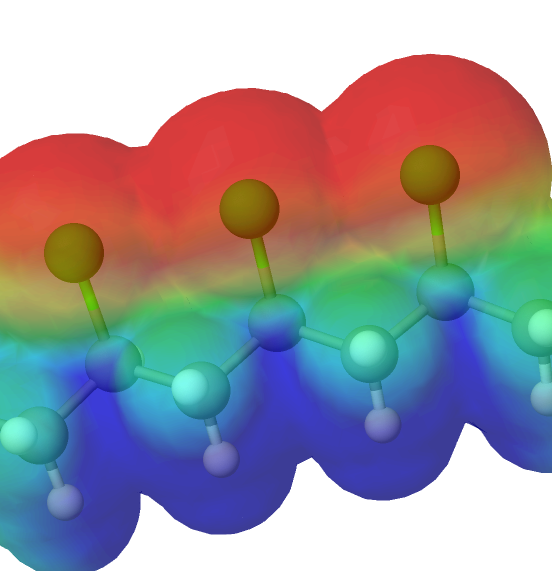
قطبیت پلی وینیل کلراید (PVC)، با تجمع غلظت بار منفی در رنگ قرمز (در اطراف اتم‌های کلر الکترونگاتیو بیشتر) و کاهش غلظت بار منفی در رنگ آبی (در اطراف بخش هیدروژنی کمتر الکترونگاتیو مولکول).

قطبش دوقطبی پدیده‌ای است که مسئول مکانیزم گرمایش در جوشکاری پلاستیک با فرکانس رادیویی، گرمایش دی‌الکتریک است. هنگامی که یک میدان الکتریکی به مولکولی با توزیع نامتقارن بار یا دوقطبی اعمال می‌شود، نیروهای الکتریکی باعث می‌شوند که مولکول خود را با میدان الکتریکی هماهنگ کند. هنگامی که یک میدان الکتریکی متناوب اعمال می‌شود، مولکول به‌طور مداوم تراز خود را معکوس می‌کند و منجر به چرخش مولکولی می‌شود. این فرایند آنی نیست، بنابراین اگر فرکانس به اندازه کافی بالا باشد، دوقطبی قادر نخواهد بود به اندازه کافی سریع بچرخد تا با میدان الکتریکی در یک راستا بماند و در نتیجه حرکت تصادفی انجام شود زیرا مولکول تلاش می‌کند میدان الکتریکی را دنبال کند. این حرکت باعث اصطکاک بین‌مولکولی می‌شود که منجر به تولید گرما می‌شود. مقدار گرمای تولیدشده در اثر اصطکاک در ماده به شدت میدان، فرکانس، قدرت دوقطبی و حجم آزاد در ماده بستگی دارد. از آنجایی که نیروی محرکه اصلی گرمایش دی‌الکتریک، برهمکنش دوقطبی یک مولکول با میدان الکتریکی اعمال شده‌است، جوشکاری RF تنها بر روی مولکول‌های دوقطبی قابل انجام است. محدودهٔ فرکانس معمولی برای گرمایش دی‌الکتریک ۱۰–۱۰۰ مگاهرتز است اما معمولاً جوش RF در حدود ۲۷ مگاهرتز انجام می‌شود. در فرکانس بسیار کم، دوقطبی‌ها می‌توانند خود را با میدان الکتریکی هماهنگ کنند و با جریان الکتریکی در فاز باقی بمانند و اصطکاک بین‌مولکولی تولیدشده را به حداقل می‌رساند. این را می‌توان به عنوان داشتن حداقل تلفات توان از میدان الکتریکی توصیف کرد زیرا مولکول‌ها در فاز باقی می‌مانند و حداقل انرژی را جذب می‌کنند. همان‌طور که فرکانس‌ها به اندازه کافی بالا می‌روند، تلفات توان شروع به افزایش می‌کند زیرا دوقطبی‌ها نمی‌توانند خود را با سرعت میدان الکتریکی معکوس تراز کنند. دوقطبی‌ها با جذب انرژی از فاز خارج می‌شود و این زمانی است که گرما رخ می‌دهد. در یک فرکانس مشخص، حداکثر تلفات توان به جایی می‌رسد که در فرکانس‌های بالاتر تلفات توان کاهش یافته و گرمایش کمتری تولید می‌شود. حداکثر تلفات توان دی‌الکتریک به مواد بستگی دارد.

## مواد سازگار

هر گروه تکپار منفرد PVC، نشان‌دهندهٔ توزیع نامتقارن اتم‌های الکترونگاتیوهای مختلف.

گروه تکپار منفرد پلی اتیلن که توزیع متقارن اتم‌ها را نشان می‌دهد.

مکانیسم گرمایش فرکانس رادیویی به‌منظور تولید گرما به یک دوقطبی در مولکول متکی است و بنابراین پلاستیک‌های مورد استفاده در جوشکاری RF محدود به آن‌هایی هستند که مولکول‌های آن‌ها دارای دو قطبی الکتریکی هستند. دوقطبی‌های مولکولی دائمی می‌توانند به‌دلیل تفاوت در الکترونگاتیو بین اتم‌های یک مولکول تشکیل شوند. بار منفی به‌سمت اتم‌هایی با الکترونگاتیوی بالاتر منتقل می‌شود و در نتیجه نواحی دارای بار منفی‌تر در اطراف اتم‌های الکترونگاتیو بیشتر و نواحی با بار مثبت در اطراف اتم‌های کمتر الکترونگاتیو قرار می‌گیرند. از آنجایی که پلی‌اتیلن از گروه‌های مری متقارن تشکیل شده‌است، هیچ دوقطبی شکل نمی‌گیرد و پلی اتیلن را نمی‌توان با استفاده از جوش فرکانس رادیویی به هم متصل کرد. مانند آب، پلی وینیل کلراید (PVC) از اتم‌های توزیع نامتقارن با الکترونگاتیوهای متفاوت تشکیل شده‌است که در نتیجه یک گشتاور دوقطبی ایجاد می‌شود. به‌دلیل گشتاور دوقطبی قوی (و سایر خواص) PVC یک ماده عالی برای جوشکاری فرکانس رادیویی در نظر گرفته می‌شود. علاوه بر قطبیت، خواصی که به جوش‌پذیری فرکانس رادیویی خوب کمک می‌کنند عبارتند از: ثابت دی‌الکتریک بالا، که مقاومت در برابر جریان را کاهش می‌دهد؛ استحکام دی‌الکتریک بالا، که از ایجاد قوس از طریق اعضای اتصال در حین جوشکاری جلوگیری می‌کند؛ و تلفات دی‌الکتریک بالا، که عاملی است که میزان گرمای تولیدشده توسط میدان الکتریکی را توصیف می‌کند.
برخی از پلاستیک‌هایی که معمولاً با گرمایش دی‌الکتریک جوش داده می‌شوند عبارتند از:
- پلی وینیل کلراید (PVC)
- پلی وینیل کلرید کلردار (CPVC)
- پلی اورتان
- نایلون
- استات سلولز
- اتیلن وینیل استات (EVA)
- پلی وینیلیدین کلراید (PVDC)
- پلی اتیلن ترفتالات (PET)

اعضای اضافی را می‌توان به‌دلایل مختلفی به یک اتصال اضافه کرد - بهبود عایق حرارتی، جلوگیری از چسبیدن قطعات به تجهیزات جوشکاری، جلوگیری از ایجاد قوس، و میانگیری فشار گیره یا میدان الکتریکی غیریکنواخت. جوشکاری پلاستیک‌های غیرقطبی با استفاده از ایمپلنت کامپوزیت رسانا برای بهبود افت دی‌الکتریک امکان‌پذیر است.

## روش و فرایند
روش جوشکاری RF شامل پنج مرحله است:
1. بارگیری قطعات
2. اعمال فشار
3. اعمال میدان الکتریکی
4. نگه‌داشتن فشار
5. تخلیه قطعات

بارگذاری شامل قرار دادن عضو مشترک در دستگاه جوش است. عملیات جوشکاری با اعمال فشار بر روی اعضا از الکترودها آغاز می‌شود. به‌طور کلی، الکترود پایین ثابت است و محرک، الکترود بالایی را با نیروی تعیین‌شده به‌سمت پایین هدایت می‌کند. میدان الکتریکی برای مدت زمان مشخصی بر روی قطعات اعمال می‌شود در حالی که فشار الکترودها حفظ می‌شود. گرمایش دی‌الکتریک باعث می‌شود قطعاتی که در تماس نزدیک هستند ذوب شوند و پلیمرهای مایع در سطح مشترک به‌یکدیگر پخش شوند. انتشار و انجماد مفصل در حالی رخ می‌دهد که فشار برای مدت زمان مشخصی حفظ شود. هنگامی که اتصال خنک شد و الکترود بالایی جمع شد، می‌توان قطعه را تخلیه کرد.
پارامترهایی که برای کنترل فرایند جوشکاری استفاده می‌شوند عبارتند از:
- زمان جوش - مدت زمانی که میدان الکتریکی اعمال می‌شود.
- قدرت - قدرت میدان الکتریکی به مفصل
- فشار گیره (یا فاصله فروپاشی) - محدودیت فشاری (یا حد فاصله فشار) که قطعات به‌هم فشرده می‌شوند.
- زمان نگه داشتن - در طول مدتی که فشار پس از خاموش‌شدن منبع تغذیه اعمال می‌شود.
- دمای قالب - دمای قالب‌ها
- تعداد / دنباله چرخه‌ها - اصلاح فرایند جوشکاری برای انجام چندین چرخه در توالی برای به حداکثر رساندن کیفیت جوش

پارامترهای ذکرشده اغلب به‌یکدیگر وابسته هستند و یک پنجره فرایند باید برای تنظیم فرایند برای کیفیت قابل‌قبول جوش ایجاد شود.

## تجهیزات جوشکاری
تجهیزات جوش فرکانس رادیویی، به‌طور کلی شامل: ژنراتور برق RF، واحد کنترل، پرس، محفظه، الکترودها و گاهی اوقات یک مکانیسم جابجایی است. مولد برق RF، برق خط را برای جوشکاری به برق با فرکانس بالا و ولتاژ بالا تبدیل می‌کند. ولتاژهای معمولی 1kVAC - 1.5kVAC در فرکانس ۲۷٫۱۲ مگاهرتز هستند. توان مورد نیاز برای جوشکاری بر اساس مساحت جوش، ضخامت و مواد است. واحد کنترل سیستمی است که برای کارکرد دستگاه استفاده می‌شود. واحد کنترل وظیفه پردازش اطلاعات ورودی‌های جوشکاری مورد نظر مانند نیرو، توان و زمان گرمایش را بر عهده دارد و به سایر اجزای دستگاه دستور می‌دهد تا این پارامترهای فرایند را برآورده کنند. برخی از کنترلرها قادر به نظارت بر خروجی‌ها و تنظیم پارامترها برای اطمینان از جوشکاری رضایت‌بخش هستند. پرس (یا محرک) نیروی گیره را به‌صورت پنوماتیک یا هیدرولیکی تأمین می‌کند. الکترودها یک جفت ساختار رسانا هستند که میدان الکتریکی را از طریق اعضای متصل به هم منتقل می‌کنند. الکترودها با قطعات تماس حاصل می‌کنند و فشار نگهدارنده را قبل و در حین جوشکاری و از طریق انجماد اعمال می‌کنند. به‌طور کلی، الکترود بالایی از سطح ثابت بالایی بیرون می‌زند، در حالی که الکترود پایینی یک سطح رسانای صاف است. در برخی موارد، الکترود پایینی می‌تواند از بالای سطح ثابت پایینی بیرون بزند تا با هندسه مطابقت داشته باشد یا از طریق کاهش میدان الکتریکی سرگردان، ذوب را بهتر محلی کند. هر دو الکترود را می‌توان با ویژگی‌هایی ساخت تا سطح جوش داده‌شده را تغییر دهد. آنها معمولاً از برنج، مس یا برنز ساخته می‌شوند. یک محفظه RF یا یک قفس که اطراف الکترودها و نواحی باز قرار می‌گیرد برای محافظت از اپراتور در برابر آسیب از جمله تشعشعات فرکانس رادیویی استفاده می‌شود. ماشین‌های خودکار می‌توانند نیمه اتوماتیک باشند (که اپراتور را ملزم به دستکاری قطعات می‌کند) یا تمام اتوماتیک باشند (جایی که ماشین مسئول بارگیری، حمل‌ونقل و دستکاری قطعات است).

## برنامه‌های کاربردی
رایج‌ترین کاربرد جوش RF آب‌بندی ورق‌های نازک از ترموپلاستیک‌های قطبی مانند PVC است. برخی از محصولاتی که معمولاً از جوش RF استفاده می‌کنند شامل توپ‌های ساحلی، تخت‌های هوا، جلیقهٔ نجات، جلد کتاب و کلاسورهای گشاد هستند. همچنین جوش RF معمولاً برای اقلام پزشکی مانند کیسه‌های خون، لباس‌های یکبار مصرف، کاف فشار خون و بسته‌بندی اقلام خاص استفاده می‌شود. جوش RF معمولاً در ساخت محصولاتی که نیاز به مهر و موم ضدآب یا ضد هوا دارند استفاده می‌شود. فرایند آب‌بندی درز یا لوله‌های درج‌شده، آب‌بندی‌هایی ایجاد می‌کند که می‌توانند انواع مختلفی از الزامات برای انواع مایع یا فشار هوا را تحمل کنند. یک مثال از این امر برای صنعت پزشکی است، که در آن اطمینان از هوابندی و ضدمایع بودن مهر و موم بسیار حائز اهمیت است.

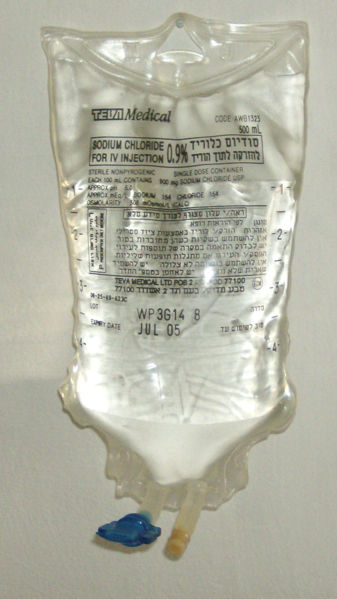
کیسه قطره‌ای IV که یک جوش RF را در اطراف نشان می‌دهد.